# Scytodes sincora
Scytodes sincora là một loài nhện trong họ Scytodidae.
Loài này thuộc chi Scytodes. Scytodes sincora được miêu tả năm 2009 bởi Rheims & Antonio D. Brescovit.